# رازي جولامي شعباني
رازي شعباني (بالفارسية: راضیه غلامی شعبانی) المولودة في الحادي والعشرين من إبريل عام 1925، بمدينة تبريز بإيران والتي لقت حتفها في الثامن والعشرين من يناير عام 2013
هي سياسية أذربيجانية وناشطة. وكانت رازي أول سجينة سياسية في تاريخ إيران واعتقلت مرارًا وسُجنت لعدة مرات من قبل الدولة البهلوية لكونها عضوًا في جمهورية أذربيجان الشعبية. وكان أول اعتقال لها في عام 1946 وهي في الحادي والعشرين من عمرها.وبعدها انتقلت لألمانيا ووصفت حياتها في كتاب بعنوان «مذكرات امرأة». وقد تم نشر الكتاب بواسطة الناشرة عايدة في ألمانيا، ولكن تم حظره بعد فترة وجيزة في إيران.وتوفت شعباني في ألمانيا في الثامن والعشرين من يناير لعام 2013 عن عمر يناهز ال 87.